# Fauna de Indonesia

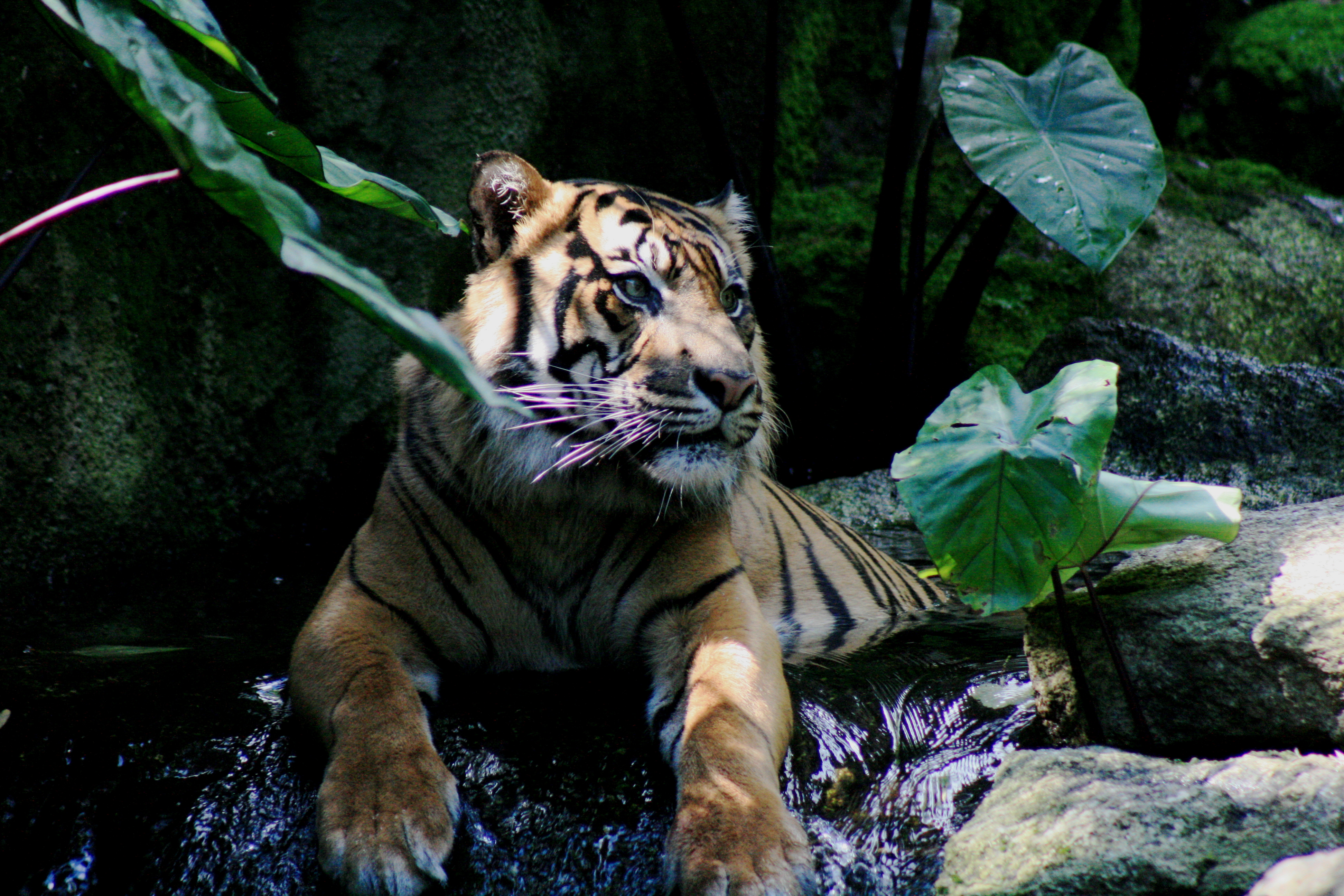
El Tigre Sumatran, la subespecie de tigre más pequeña, es sólo encontrado en Indonesia.

La fauna de Indonesia está caracterizada por niveles altos de biodiversidad y endemicidad debido a su distribución sobre un archipiélago tropical vasto. Indonesia divide a dos regiones ecológicas; Indonesia occidental cuál es más influido por fauna asiática, y el del este, cuál es más influido por especies de Australasia.
Línea de Wallace, alrededor de la cual se encuentra la Wallacea región de transición, en teoría divide las dos regiones. Hay amplia gama de ecosistemas, incluyendo las playas, dunas, estuarios, manglares, arrecifes de coral, los lechos de algas marinas, costeras, pantanos, marismas, camas de algas, y la pequeña isla de los ecosistemas.
Las cuestiones ambientales debido a la rápida industrialización y el crecimiento de población de Indonesia, han visto más baja prioridad dada a la preservación de los ecosistemas. Los problemas incluyen la tala ilegal, con el resultado de la deforestación, y un alto nivel de urbanización, la contaminación del aire, la gestión de la basura y los servicios de agua de desecho también contribuyen al deterioro de los bosques.

## Origen de fauna indonesia

La Línea de Wallace, dividiendo Indonesia a dos regiones con diferentes faunas características. Sólo las islas al oeste de la línea estuvo conectada a Asia durante las edades de hielo recientes.

El origen de la fauna en Indonesia fue determinada por los acontecimientos geográficos y geológicos en la masa continental de Asia y de la masa continental de Australasia (ahora Australia). La isla de Nueva Guinea está conectada con el presente continente australiano, anteriormente como parte del supercontinente llamado Gondwana.
Este supercontinente comenzó a romperse hace 140 millones de años, y el nuevo continente de Australia y Nueva Guinea (anteriormente conocido como Sahul) se movió hacia el ecuador. Durante este período, los animales de Nueva Guinea viajaron a Australia y viceversa, creando muchas especies diferentes que viven en diferentes ecosistemas.
La influencia de la masa continental de Asia, por el contrario, fue el resultado de la reforma del supercontinente de Laurasia, que existió después de la ruptura de Rodinia hace alrededor de 1 mil millones de años. Hace unos 200 millones de años, Laurasia se dividió, formando los continentes de Laurentia (ahora América del Norte) y Eurasia. Debido a la fluctuación de los niveles del mar, Eurasia continental no se separó completamente de la parte occidental del archipiélago de Indonesia, permitiendo que los animales desde el paso continente euroasiático al archipiélago, y la nueva especie evolucionó.
En el siglo XIX, Alfred Russel Wallace propuso la idea de la línea de Wallace, una línea nocional siguiente estrechos de aguas profundas que dividen el archipiélago de Indonesia en dos regiones, la región de Asia continental zoogeográfico (Sundaland) y la región zoogeográfico influenciada-Australasia (Wallacea). La línea funciona entre Borneo y Sulawesi; y entre Bali y Lombok. A pesar de la distancia desde Bali a Lombok es un período relativamente corto de 35 kilómetros, la distribución de la fauna se ve afectada por la línea. Por ejemplo, un grupo de aves se negaría a atravesar incluso los más pequeños tramos de mar abierto. Una segunda línea, se extiende al este, conocida como Línea de Weber, también se ha propuesto separar entre las especies "de transición" y especies de origen australiano predominante.

## Sundaland
Sundaland incluye Sumatra, Java, Borneo y las islas circundantes más pequeñas, cuya fauna comparten características similares con la fauna del continente asiático. Durante la edad de hielo, los niveles del mar más bajas conectadas al continente asiático con el archipiélago de Indonesia occidental. Esto permitió a los animales desde el continente asiático para migrar sobre tierra seca para Sundaland.
Como resultado, existen grandes especies como el tigre, el elefante, el rinoceronte, el orangután, y el leopardo en esta región. Muchas de estas especies ahora se clasifican como en peligro de extinción. El estrecho de Makassar, entre Borneo y Sulawesi, y el estrecho de Lombok, entre Bali y Lombok, son los separadores de aguas profundas Wallace Line, que marca el límite de la región Sundaland.

### Mamíferos

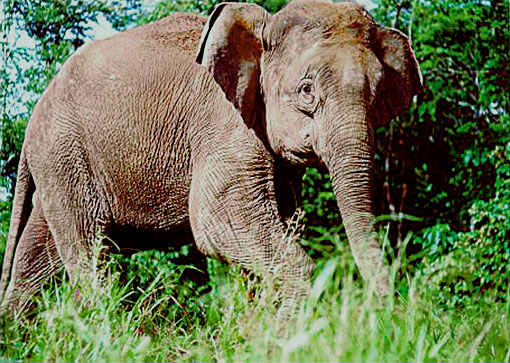
El Elefante Borneo, una subespecie de elefante asiático.

Sundaland tiene un total de 381 especies de mamíferos, 173 de las cuales son endémicas de esta región. La mayoría de estas especies se encuentran actualmente en peligro de extinción. Dos especies de orangutanes, Pongo pygmaeus (orangutanes de Borneo) y abelii Pongo (orangutanes de Sumatra) se enumeran en la lista roja de la UICN. Otros mamíferos, como el mono de probóscide Borneo (Nasalis larvatus), el rinoceronte de Sumatra (Dicerorhinus sumatrensis) y el rinoceronte de Java (Rhinoceros sondaicus), también están amenazados en serio, ya que ambas especies se han reducido a un número excesivamente baja.

### Aves
Según la Conservación Internacional, hay un total de 771 aves de distintas especies, están encontradas en Sundaland. 146 de ellos son endémicos a la región. Java Y Bali tienen al menos 20 especies endémicas, incluyendo el estornino de Bali (Leucopsar rothschildi) y el chorlitejo javanés (Charadrius javanicus).

### Reptiles y anfibios
449 especies en 125 géneros de reptiles se estima que viven en Sundaland. 249 especies y 24 géneros son endémicos. Tres familias de reptiles son endémicas de esta región: anomochilus, Xenophidiidae y Lanthanotidae, el último representado por el monitor de Borneo sin orejas (Lanthanotus borneensis), un lagarto raro y poco conocido. Alrededor de 242 especies de anfibios en 41 géneros viven en esta región. 172 especies de ellas, incluyendo las cecilias y seis géneros son endémicos.

### Peces
Acerca de 1000 especies de peces se conoce que viven en los ríos, lagos, y pantanos de Sundaland. Borneo tiene acerca de 430 especies, con 164 de ellos considerados endémicos. Sumatra tiene 270 especies, de las cuales 42 son endémicas. El Arowana Dorado (Scleropages formosus) es originario de esta región. Acerca de 200 nuevas especies de peces han sido identificadas en la última década.

## Wallacea

Wallacea es el grupo de islas en la zona roja.

Wallacea representa la zona de transición biogeográfica entre Sundaland al oeste y la zona de Australasia hacia el este. No se ha conectado directamente a ninguna de las regiones, debido a los estrechos de aguas profundas en sus fronteras, por lo que sólo podía ser colonizado por el exceso de agua de la dispersión. Esta zona abarca de alrededor de 338 494 km ² la superficie terrestre en total, divididos en múltiples islas pequeñas
Debido a su geografía distinta y variada esta región contiene muchas especies endémicas y únicas de flora y fauna y se ha dividido en una serie de distintas ecorregiones; las zonas llanas y de montaña de Sulawesi, Maluku del Norte, Buru y Seram en Maluku, las islas menores de la Sonda (con Sumba una ecorregión distinta por derecho propio), Timor y las islas en el mar de Banda.

### Mamíferos
Wallacea tiene un total de 223 especies de mamíferos nativos. 126 de ellas son endémicas de esta región. 124 especies de murciélagos se pueden encontrar en esta área.
 Sulawesi es la isla más grande en esta región y cuenta con 136 especies de mamíferos, de las cuales 82 especies y una cuarta parte de los géneros son endémicos. Especies como Anoa (Bubalus depressicornis) y babirusa (babyrussa Babyrousa) viven en esta isla. Al menos siete especies de macacos (Macaca spp.) Y al menos cinco especies de Tarsier (Tarsius spp.) También son únicos a esta isla.

### Aves
650 especies de aves se encuentran en Wallacea, de las cuales 265 especies son endémicas. Entre los 235 géneros representados, de las cuales 26 son endémicas. 16 géneros están restringidos a Sulawesi y sus islas circundantes. Aproximadamente 356 especies, incluyendo 96 especies endémicas de aves viven en la isla de Sulawesi. [Cita requerida] Uno de ellos es el Maleo (Macrocephalon Maleo), un ave en peligro de extinción actualmente visto como y encuentra totalmente dentro de la Wallacea
.

### Reptiles y anfibios

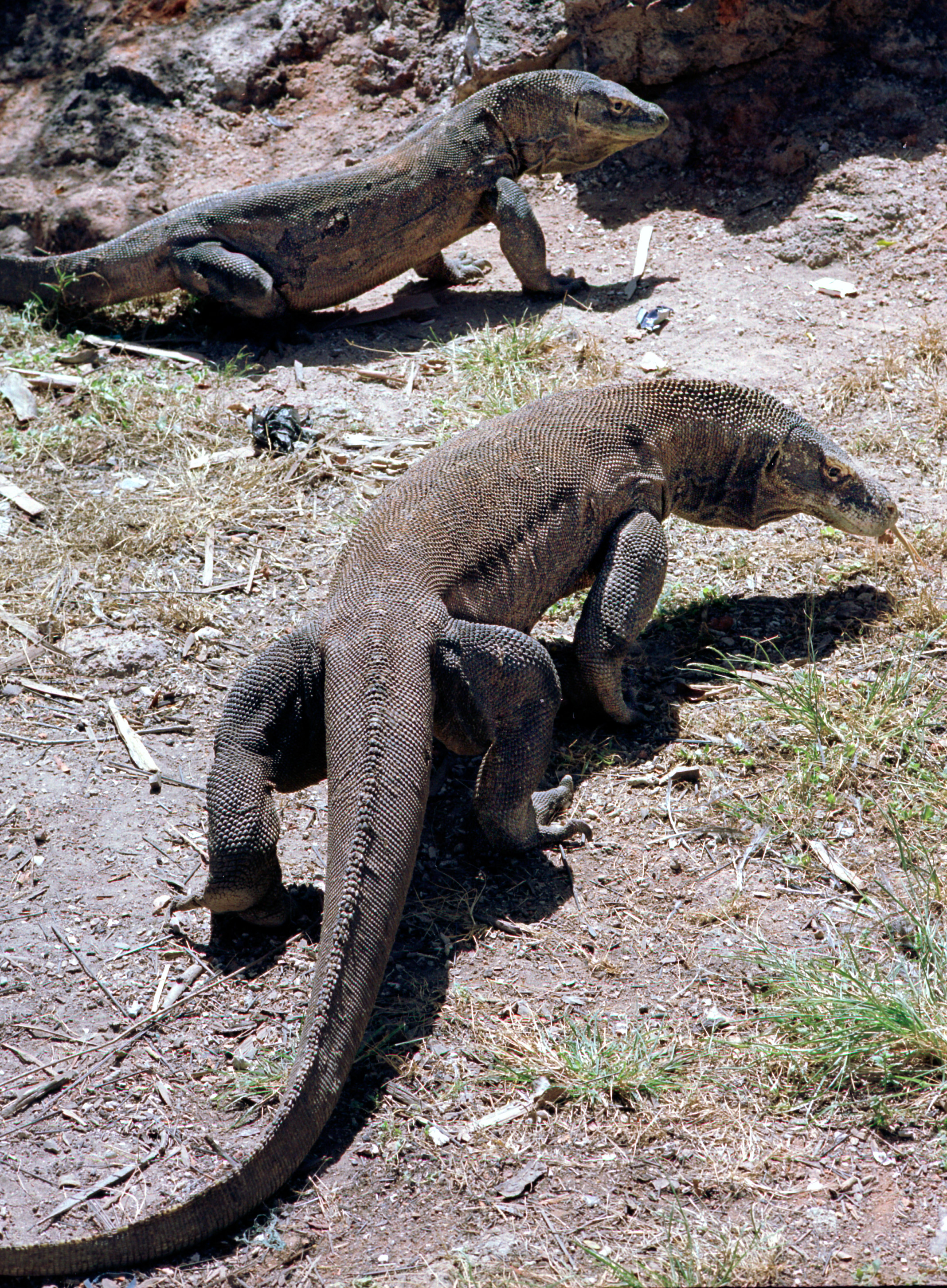
Dragones de Komodo

Con 222 especies, de las cuales 99 son endémicas, Wallacea tiene una alta diversidad de reptiles. Entre ellas se encuentran 118 especies de lagartos, de las cuales 60 son endémicas; 98 especies de serpientes, de las cuales 37 son endémicas; cinco especies de tortugas, dos de ellas son endémicas; y una especie de cocodrilo, el cocodrilo del Indo-Pacífico (Crocodylus porosus).
Tres géneros endémicos de la serpiente se puede encontrar sólo en esta región: Calamorhabdium, Rabdion, y Cyclotyphlops. Uno de los reptiles más famosos de la Wallacea es, probablemente, el dragón de Komodo (Varanus), conocida únicamente en las islas de Komodo, Padar, Rinca, y el extremo occidental de Flores.
58 especies nativas de anfibios pueden ser encontrados in Wallacea, de las cuales 32 son endémicas. Estas representan una fascinante combinación Indo-Malasia y Australiana.

### Peces de agua dulce
Hay alrededor de 310 especies de peces registrados a partir de los ríos y lagos de Wallacea, 75 especies de ellas son endémicas. Aunque poco se sabe aún sobre los peces del Molucas y las islas menores de la Sonda, 6 especies se registran como endémica. En Sulawesi, hay 69 especies conocidas, de las cuales 53 son endémicas. Los lagos Malili en Sulawesi del Sur, con su complejo de lagos profundos, rápidos y ríos, tienen por lo menos 15 especies endémicas de peces telmatherinid, dos de ellos en representación de géneros endémicos, tres Oryzias endémicas, dos halfbeaks endémicas, y siete gobios endémicas.

### Invertebrados
Hay alrededor de 82 especies de mariposas de alas de pájaro registrados en Wallacea, 44 de ellas son endémicas. 109 especies de escarabajos tigre también se registran dentro de esta región, de las cuales 79 son endémicas. Una de las especies más sorprendentes es tal vez más grande de la abeja del mundo (Chalicodoma plutón) en las Molucas del norte, un insecto en el que las hembras pueden crecer hasta cuatro centímetros de longitud. Esta especie de abeja nidos comunales en habitadas nidos de termitas en árboles de los bosques de tierras bajas.
Cerca de 50 moluscos endémicos, tres especies de cangrejo endémicas, y un número de especies endémicas de camarones también son conocidos de la Wallacea.

## Papúa Occidental y Papúa
La fauna de esta región comprende una gran diversidad de mamíferos, reptiles, aves, peces, invertebrados y anfibios, muchas especies de las cuales son de originarias de Australasia. Ecorregiones aquí incluyen; las montañas de la Península de Papúa Occidental, las tierras bajas de Papúa Occidental y Papua, las islas Biak, la isla de Yapen, las tierras bajas de la costa norte de Nueva Guinea, las sierras detrás de la costa norte, medianas y altas elevaciones de las tierras altas de Nueva Guinea, las tierras bajas y las tierras pantanosas de la costa sur, y finalmente áreas de manglar dispersos alrededor de la costa.

## Conservación

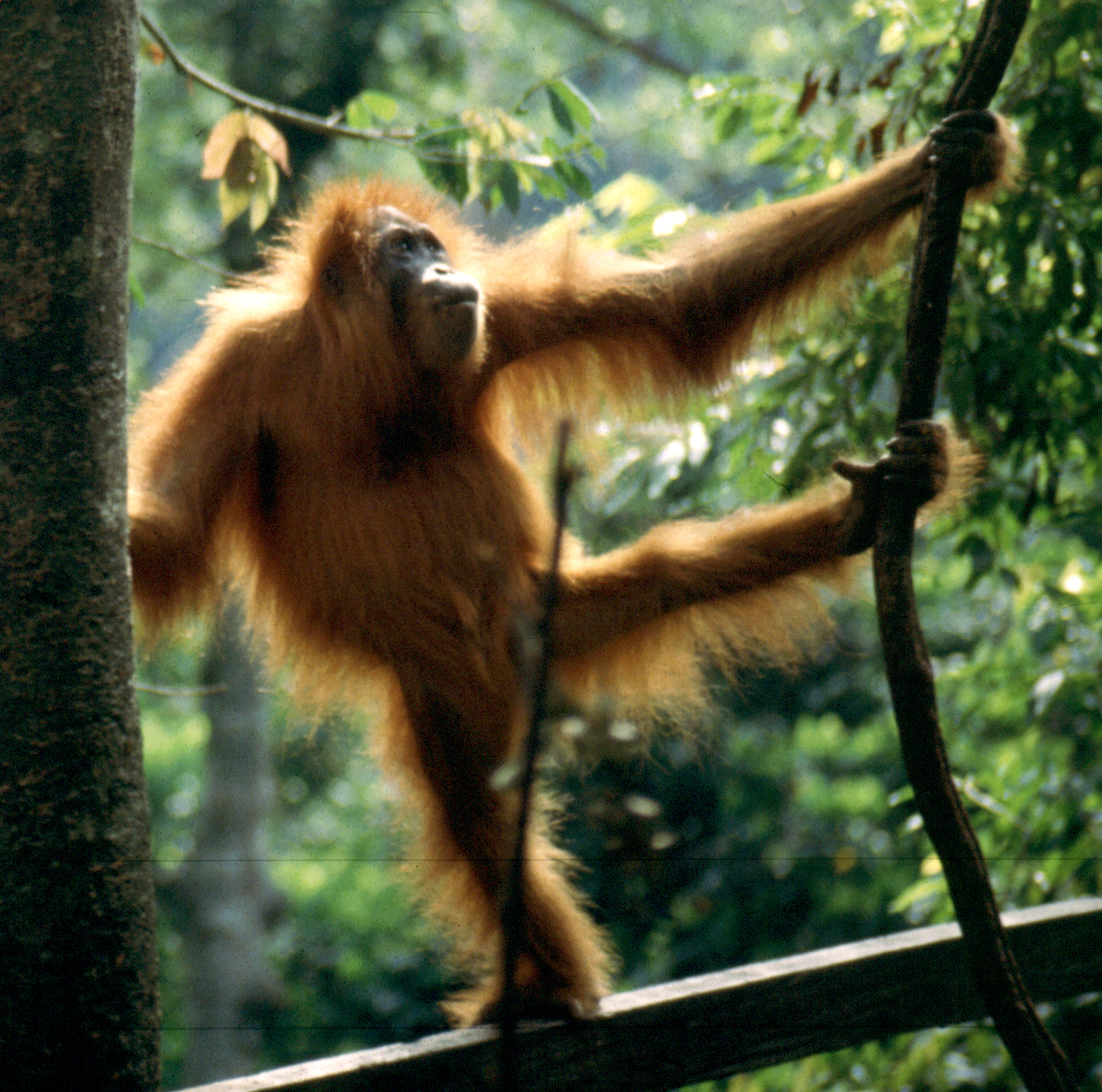
Orangután de Indonesia.

45% de Indonesia está deshabitado y cubierto por bosques tropicales, sin embargo, un alto crecimiento de la población y la industrialización, ha afectado a la existencia de la fauna en Indonesia. El comercio de vida silvestre ha tenido un efecto perjudicial sobre la fauna de Indonesia, incluyendo rinocerontes, orangutanes, tigres, elefantes, y ciertas especies de anfibios
Hasta el 95% de los animales que se venden en los mercados son tomadas directamente de la naturaleza, más que de la cría en cautividad de valores; y más de 20% de los animales murió en el transporte. A partir de 2003, la Unión Mundial para la Naturaleza enumera como en peligro de extinción 147 mamíferos, 114 aves, 91 de peces y 2 especies de invertebrados
Algunos hábitats han sido protegidos desde principios del siglo XX en primer lugar, en virtud del derecho colonial holandesa. Los primeros parques nacionales de Indonesia se establecieron en 1980, y en 2009 había 50 parques nacionales declarados. Seis de ellos son también patrimonio de la humanidad y 3 son las de importancia internacional bajo la Convención de Ramsar.

## Primates en peligro
Alrededor de 40 primates de 200 especies de primates en el mundo encuentran en los bosques de Indonesia. Cuatro primates de Indonesia fueron incluidos entre los 25 primates más amenazadas en el mundo; ellos son el orangután de Sumatra (Pongo abelii), el tarsio Siau Island (Tarsius tumpara), el loris lentos de Java (Nycticebus javanicus) y el langur de cola de cerdo (Simias concolor)